# Lisa Streich
Lisa Streich, född 1985, är en svensk kompositör och tonsättare från Norra Råda i Värmland men till stor del uppvuxen i Tyskland. Streich har bland annat gjort sig känd för att komponera för instrument som trädgårdsslang, äggskärare och motoriserade cellos, gitarrer, fioler liksom pianon. Hon har bland annat samarbetat med Berlinfilharmonikerna till vilken hon skrev verket Ishjärta. Säreget för Streich är vad hon kallar för "mögliga ackord" som är avsikligt suddiga eller ofina för att skapa en förvrängning. Andra framstående verk av Streich är Medusa och Flügel. Streich är bosatt i Salthamn på Gotland. 